# Ildar Magdeev
Ildar Magdeev (Bukhara, 11 aprile 1984) è un ex calciatore uzbeko, di ruolo centrocampista.

## Carriera

### Club
Comincia a giocare nella squadra della propria città natale, il Buxoro. Nel 2002 viene acquistato dal Paxtakor. Nel 2011 viene ceduto in prestito al Qingdao Jonoon, squadra cinese. Nel 2012 torna al Paxtakor, per poi essere ceduto al Lokomotiv Tashkent. Nel 2013 si trasferisce alla Dinamo Samarcanda. Nel 2014 viene acquistato dall'Oqtepa.

### Nazionale
Ha debuttato in nazionale nel 2002. Ha partecipato, con la nazionale, alla Coppa d'Asia 2004 e alla Coppa d'Asia 2007. Ha collezionato in totale, con la maglia della nazionale, 23 presenze.

## Palmarès

### Club

#### Competizioni nazionali
- Campionato uzbeko: 7

Paxtakor: 2002, 2003, 2004, 2005, 2006, 2007, 2012
- Coppa d'Uzbekistan: 8

Paxtakor: 2002, 2003, 2004, 2005, 2006, 2007, 2009, 2011

#### Competizioni internazionali
- Coppa dei Campioni della CSI: 1

Paxtakor: 2007